# Brandon Thomas
 For alternative betydninger, se Brandon Thomas (flertydig). (Se også artikler, som begynder med Brandon Thomas)
Walter Brandon Thomas (født 24. december 1848 i Liverpool, England, død 19. juni 1914 i London) var en engelsk skuespiller, dramatiker og sangskriver. Bedst kendt for farcen Charles Tante fra 1892.